# Fiona O'Sullivan
Fiona O'Sullivan, née le 17 septembre 1986 à San Geronimo en Californie, est une footballeuse internationale irlandaise évoluant au poste d'attaquante. Après une carrière dans différents clubs européens et quarante-et-une sélections en équipe nationale irlandaise, elle devient entraineuse dans une école de la région de San Francisco.

## Biographie
Fiona O'Sullivan nait à San Geronimo en Californie le 17 septembre 1986. Elle grandit dans le Comté de Marin. Elle commence à jouer au football très jeune. Scolarisée à la Sir Francis Drake High School, elle fait partie de l'équipe de son école. Lors les quatre saisons en équipe scolaire elle est trois fois la meilleure buteuse de son équipe et deux fois la meilleure buteuse du championnat.
O'Sullivan entre à l'université de San Francisco en 2004 et joue dans l'équipe des Dons de San Francisco. En termes sportifs sa meilleure saison est celle de 2006 quand elle est la meilleure buteuse de son équipe malgré une absence prolongée à cause d'une blessure à un genou. Lors de sa dernière année, elle est nommée capitaine de l'équipe et est une nouvelle fois la meilleure buteuse de celle-ci.
À l'occasion de la Draft 2010 de la WSL, Fiona O'Sullivan est engagée par les Red Stars de Chicago au quatrième tour de draft. Néanmoins, après le stage de pré-saison, elle n'est pas inscrite dans la liste officielle des joueuses inscrites pour disputer le championnat nord-américain. O'Sullivan avait accepté une convocation en équipe d'Irlande et voyagé en Europe avec ses coéquipières et cela contre l'avis de Emma Hayes la manager des Red Stars qui préférait qu'elle puisse rester au camp d'entraînement et parfaire sa préparation.
En conséquence et en remplacement O'Sullivan joue la saison 2010 avec les California Storm aux côtés de Brandi Chastain et de Sissi. Avec sept buts en dix matchs Fiona O'Sullivan est récompensée d'une nomination dans la deuxième équipe du championnat.
Fiona O'Sullivan décide ensuite de venir jouer en Europe. Elle signe d'abord en Suède à l'AIK Fotball qui dispute la première division nationale. Après avoir marqué deux buts en sept matchs, O'Sullivan change de club et part chez le promu Piteå IF en janvier 2011. Après neuf matchs et un but, elle est prêtée au Kvarnsvedens IK qui évolue en deuxième division.
En décembre 2011, O'Sullivan quitte la Suède pour s'engager avec les françaises de l'ASJ Soyaux. Lors de la deuxième partie de la saison 2011-2012, elle contribue à la auteur de quatre buts en neufs matchs disputés plus un match en Coupe de France. Malgré cela, Soyaux termine à la 11e place du classement et est relégué en deuxième division. O'Sullivan se met alors à la recherche d'un nouveau club. Elle déclare alors « Je me suis dit que si je descendais avec cette équipe, je risquais de perdre quelques années de ma carrière en jouant dans une division de deuxième niveau alors que j'avais l'impression que je devrais jouer dans une division supérieure. ».
Elle part alors pour la Bundesliga et signe au SC Fribourg en juillet 2012. Elle trouve là des conditions d'expression qu'elle juge supérieures à celles connues en Suède ou en France. Elle commence la saison de manière tonitruante, mais le décès de sa mère puis une blessure au genou freinent ses progrès. En fin de saison, Fribourg termine à la cinquième place et O'Sullivan a marqué six buts en treize matchs disputés.

### En équipe nationale
Sonia O'Sullivan nait en Californie, elle est de nationalité américaine. Sa mère est d'ascendance amérindienne et son père, Aidan, est originaire de Bantry dans le comté de Cork. Elle a donc la possibilité de jouer au football sous les couleurs américaines et sous celles de l'Irlande. Sur les conseils de son petit ami, elle envoie un courriel à la fédération irlandaise de football les prévenant de son éligibilité à jouer pour l'équipe féminine de république d'Irlande,. Ses premiers contacts avec ses coéquipières irlandaises se fait à l'occasion d'un stage d'entraînement des internationales irlandaises aux États-Unis lors de l'été 2009.
O'Sullivan devient une attaquante régulière de l'équipe nationale à l'occasion des éliminatoires de la Coupe du monde 2011. Elle marque six buts. En août 2010, elle marque un triplé à l'occasion de la réception de l'équipe d'Israël. La presse irlandaise parle alors de « révélation ». Fiona O'Sullivan est élue joueuse internationale irlandaise de l'année en février 2011
Après cette avalanche de buts en 2011, la forme de Fiona O'Sullivan se détériore et la sélectionneuse Susan Ronan l'écarte de l'équipe en 2012. Ronan a ensuite évoqué O'Sullivan et a fait l'éloge de sa réaction à son exclusion : « Elle est revenue plus forte, plus affamée et plus en forme qu'elle ne l'avait jamais été, c'est tout à son honneur ».
Fiona O'Sullivan marque une sixième fois contre Israël à l'occasion du dernier match de la campagne de qualification à l'Euro 2013. Les Irlandaises s'imposent 2-0 à Ramat Gan, les deux équipes étaient déjà éliminées de la course à la qualification.
O'Sullivan est absente de la Cyprus Cup en 2013 à cause d'une blessure à un genou obtenue lors d'un entraînement avec son club allemand le SC Fribourg. En juin 2013, elle marque deux buts contre l'Autriche ce qui permet à l'Irlande de revenir au score alors qu'elle était menée 0-2 au Tallaght Stadium. Malgré trois nouveaux buts de Fiona O'Sullivan, la campagne de qualification à la coupe du monde 2015 est un échec. En janvier 2015, elle marque un but lors d'un match amical contre la Norvège.

## Statistiques
| #  | Date              | Lieu                            | Opposition | Résultat | Compétition               | Buts |
| -- | ----------------- | ------------------------------- | ---------- | -------- | ------------------------- | ---- |
| 1  | 24 septembre 2009 | Turners Cross, Cork             | Kazakhstan | 2–1      | Elim. Coupe du monde 2011 | 1    |
| 3  | 21 mars 2010      | Ness Ziona Stadium, Ness Ziona  | Israël     | 3–0      | Elim. Coupe du monde 2011 | 2    |
| 6  | 25 août 2010      | Carlisle Grounds, Bray          | Israël     | 3–0      | Elim. Coupe du monde 2011 | 3    |
| 7  | 19 septembre 2012 | Ramat Gan Stadium, Ramat Gan    | Israël     | 2–0      | Elim. Euro 2013           | 1    |
| 9  | 18 juin 2013      | Tallaght Stadium, Dublin        | Autriche   | 2–2      | Match amical              | 2    |
| 10 | 30 octobre 2013   | Ob Jezeru City Stadium, Velenje | Slovénie   | 3–0      | Elim. Coupe du monde 2015 | 1    |
| 11 | 7 mai 2014        | Tallaght Stadium, Dublin        | Russie     | 1–3      | Elim. Coupe du monde 2015 | 1    |
| 12 | 20 août 2014      | Tallaght Stadium, Dublin        | Slovénie   | 2–0      | Elim. Coupe du monde 2015 | 1    |
| 13 | 15 janvier 2015   | La Manga Stadium, La Manga      | Norvège    | 1–3      | Match amical              | 1    |
| 14 | 7 juin 2016       | Tallaght Stadium, Dublin        | Monténégro | 9–0      | Elim. Euro 2017           | 1    |